# Hendrik van Sully

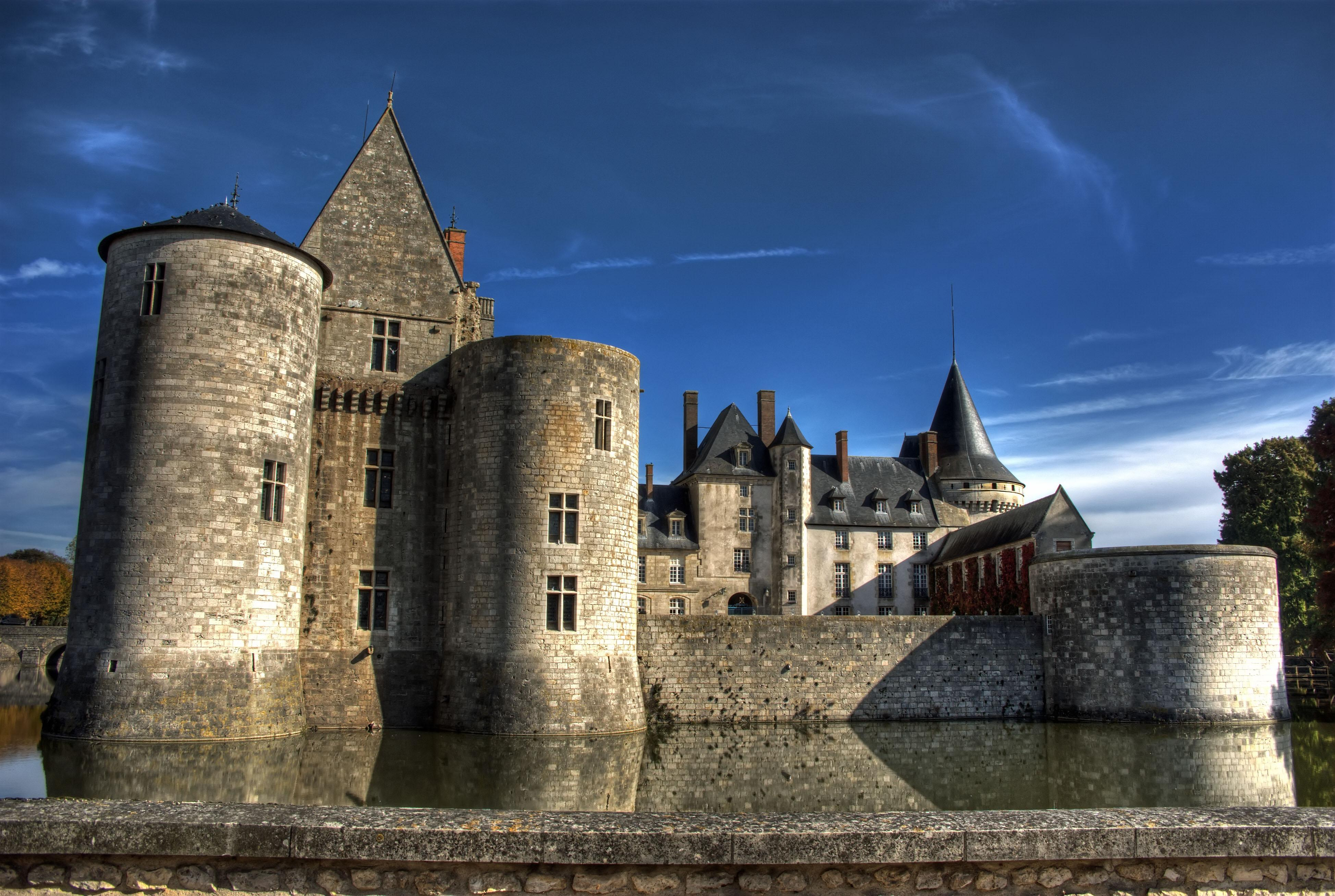
Kasteel van de heren van Sully-sur-Loire

Hendrik van Sully (Sully, 12e eeuw – Bourges, 11 september 1199) was cisterciënzer abt. Hij werd later kardinaal-aartsbisschop van Bourges (1183-1199).

## Levensloop
Zijn ouders waren Archambaud, heer van Sully, La Chapelle en Aix d’Angillon en Mahaut de Boisgency of Beaugency. Dit was lokale adel in de provincie Orléanais van het koninkrijk Frankrijk. De heerlijke titel van Sully kwam via grootmoeders kant, Agnes van Sully; zijn grootvader Willem I van Sully was immers onterfd als heer van Blois door overgrootvader Stefanus II van Blois. De familie leefde bijgevolg in het kasteel van Sully. Hendrik werd hier geboren.
Hendrik werd cisterciënzer monnik in het bisdom Senlis. Hij promoveerde tot abt van de abdij van Saint-Lieu, later Sept-Fons genoemd. 
In 1183 verkoos het kapittel van Bourges hem tot aartsbisschop, en bijgevolg tot primaat van Aquitanië. De wijding gebeurde door Umberto Crivelli, de latere paus Urbanus III. Kort nadien, in 1185, werd Crivelli paus. Urbanus III creëerde Hendrik tot kardinaal een jaar later (1186). Urbanus III stuurde Hendrik bovendien als zijn legaat naar Aquitanië. Kardinaal-aartsbisschop Hendrik werd alzo pauselijk diplomaat in zijn eigen aartsbisdom en kerkprovincie. De diplomatie met bijhorend gezag werd het kenmerk van zijn pontificaat.
In 1195 besloot Hendrik tot de bouw van een nieuwe, gotische kathedraal van Bourges. De bouw werd onder zijn opvolger Guillaume van Donjeon voortgezet.
Hendrik stierf in 1199, mogelijks in 1200. Zijn graf bevond zich in de abdij van Sept-Fons.

## Zijn broer
- Odo van Sully, bisschop van Parijs

## Verdere familieleden, alle aartsbisschop van Bourges
- Simon van Sully, neef
- Jan van Sully, achterneef
- Guy van Sully, broer van voorgaande